# Apatura albifasciata
Apatura albifasciata är en fjärilsart som beskrevs av Clayton Dissinger Mell 1923. Apatura albifasciata ingår i släktet Apatura och familjen praktfjärilar. Inga underarter finns listade i Catalogue of Life.